# Microsoft Office SharePoint Portal Server
Microsoft Office SharePoint Portal Server 2003 es una plataforma web de trabajo colaborativo y gestión documental, especialmente orientada a documentos Microsoft Office. Fue lanzada por primera vez en el 2001. Históricamente se ha asociado con el manejo de información vía Web (CMS) y el manejo de documentos vía Web (DMS), pero en las versiones más actuales se tienen capacidades más amplias. Se apoya directamente en SQL Server 2000/2005 a partir de SP2 y Windows Server 2003 con IIS para el rol de presentación. Estos roles pueden estar en el mismo servidor así como llegar a arquitecturas más escalables con varios servidores. Requiere Active Directory para la validación de Windows Server 2003.
Como parte cliente SPS 2003 se integra en su totalidad con MS Office 2003. Desde Excel o Word en la creación y edición de documentos, hasta la integración total de Outlook 2003 pudiendo compartir entre cliente y servidor, calendario, contactos o mandar correos a librerías de documentos para su publicación en el portal.
Microsoft Office SharePoint Portal Server 2003 tiene su continuación con Microsoft Office Sharepoint Server 2007 o "MOSS 2007", Actualmente se trabaja MOSS 2010.